# Eugen Buß
Eugen Buß (* 12. August 1943 in Brunsbüttelkoog) ist ein deutscher Soziologe. Er ist emeritierter Professor für Soziologie, empirische Sozialforschung und Wirtschaftssoziologie an der Universität Hohenheim in Stuttgart.

## Leben
Buß studierte nach dem Abitur, das er 1963 in der Kieler Gelehrtenschule (KGS) ablegte, zunächst Archäologie, später Soziologie und Volkswirtschaftslehre an den Universitäten Berlin, Kiel und Basel, wo er 1971 zum Dr. phil. promoviert wurde. Von 1971 bis 1979 war er zunächst im niederländischen  Elektrokonzern Philips und anschließend in einer Unternehmensberatung tätig. 1981 habilitierte sich Buß bei Helge Pross an der Universität Siegen. Seit 1987 ist er Professor für Soziologie an der Universität Hohenheim.
Schwerpunkte seiner Forschung sind in erster Linie Fragestellungen zur Unternehmenskultur, zur Unternehmenskommunikation, zum Reputationsmanagement, zum Wertewandel, zu Fragen der Unternehmensidentität und zur interkulturellen Kommunikation. Buß hat mit seinen Veröffentlichungen und zahlreichen Consulting-Projekten in Unternehmen und Institutionen maßgeblich zur Entwicklung der Managementsoziologie beigetragen.
Sein Kompendium für das wissenschaftliche Arbeiten in der Soziologie erlebte zwischen 1979 (Koautorin: Martina Schöps) und 1994 (Koautorinnen: Martina Schöps und Ulrike Fink) vier überarbeitete Auflagen.

## Wirken
Er ist seit 2004 ständiger Gastprofessor an der Kulturakademie in Riga, Lettland im Studiengang Medien- und Kulturmanagement für die Fächer Kultursoziologie und interkulturelle Kommunikation, Lehrbeauftragter an der Verwaltungs- und Wirtschaftsakademie (VWA) Baden-Württemberg, wissenschaftlicher Vorsitzender des Beirats der Identity Foundation in Düsseldorf, Mitglied im Ausschuss Entwicklungsdienst und humanitäre Hilfe des Evangelischen Werkes für Diakonie und Entwicklung e. V. 

## Schriften (Auswahl)
- Der Wettbewerb, Tübingen: J.C.B. Mohr (Paul Siebeck), 1973
- Markt und Gesellschaft, Berlin: Duncker und Humblot, 1983
- Soziologie der Masse, Heidelberg: Quelle & Meyer, 1984 (gemeinsam mit Helge Pross)
- Kompendium für das wissenschaftliche Arbeiten in der Soziologie, Heidelberg: Quelle & Meyer (Uni-Taschenbücher, UTB 884), 1994, 4. überarb. Aufl. (gemeinsam mit Martina Schöps und Ulrike Fink)
- Lehrbuch der Wirtschaftssoziologie, Berlin, New York: de Gruyter, 1996, 2. neubearb. Aufl.
- Das emotionale Profil der Deutschen, Frankfurt/Main: FAZ-Institut, 1999
- Image Management, Frankfurt/Main:FAZ-Institut, 2000 (gemeinsam mit Ulrike Fink-Heuberger)
- Die deutschen Spitzenmanager, München: Oldenbourg, 2007
- Managementsoziologie, München: Oldenbourg, 2012, 3. Aufl.